# 홀리 루이스
홀리 루이스(Holly Lewis, 1974년 12월 17일 ~ 2012년 6월 22일)는 캐나다의 배우, 영화배우이다.
스카버러에서 태어났다.

## 영화
- 불확실한 (2006년)
- 실리콘 밸리의 신화 (1999년)
- 그래서 난 도끼 부인과 결혼했다 (1993년)